# ترکال
ترکال (به لاتین: Trkal) یک منطقهٔ مسکونی در روسیه است که در داغستان واقع شده‌است.